# Maus (musikgrupp)
Maus är ett isländskt rockband grundat i den lilla förorten Árbær i Reykjaviks utkanter, känd för att ha Islands högsta byggnad.

## Biografi
Tre av de fyra bandmedlemmarna växte upp i denna förorten och blev mycket tidigt goda vänner med ett och samma intresse - musik. Birgir "Biggi" Örn Steinarsson, Eggert Gíslason, Páll "Palli" Ragnar Pálsson och Daníel "Danni" Þorsteinsson beslutade sig för att starta ett eget band under början av 1993. De valde namnet Maus efter Art Spiegelmans klassiska bildberättelse.

## Bandmedlemmar
- Birgir "Biggi" Örn Steinarsson - sång, gitarr
- Eggert Gíslason - bas
- Páll "Palli" Ragnar Pálsson - gitarr
- Daníel "Danni" Þorsteinsson - trummor

## Diskografi
- 1994 – Allar kenningar heimsins ... og ogn meira
- 1995 – Ghostsongs
- 1997 – Lof mér að falla að þínu eyra
- 1999 – Í þessi sekúndubrot sem ég flýt
- 2003 – Musick
- 2004 – Tónlyst 1994 - 2004 / Lystaukar 1993 - 2004